# کوهستان وودانگ
کوهستان وودانگ یک رشته کوه کوچک در بخش شمال غرب استان هوبئی چین و در شمال شهر شیان قرار دارد. در این کوهستان در دوران مینگ کاخ‌ها و پرستشگاهایی برای عبادت و همچنین اموزش هنرهای رزمی ساخته شده‌است.

## نگارخانه

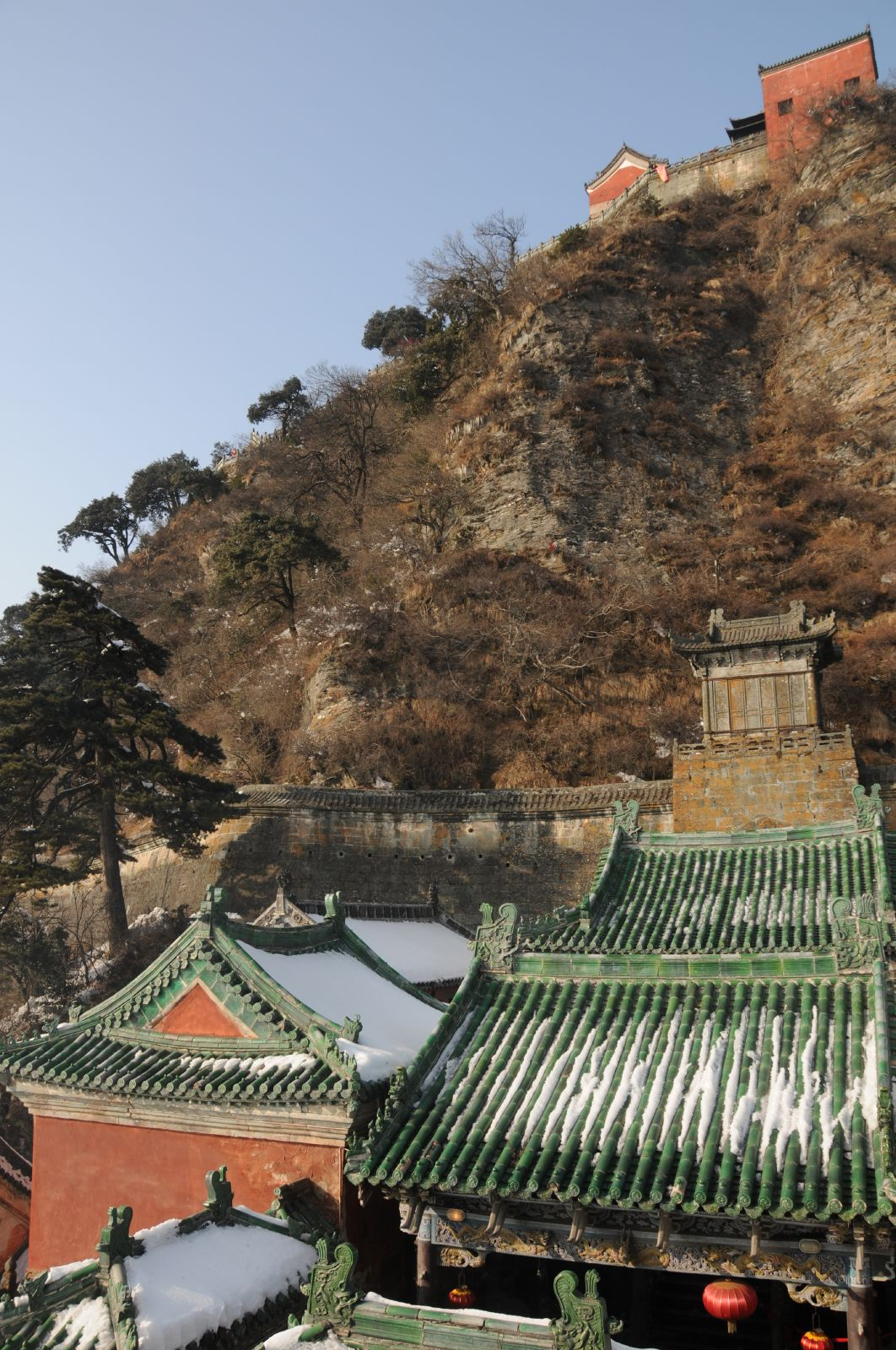
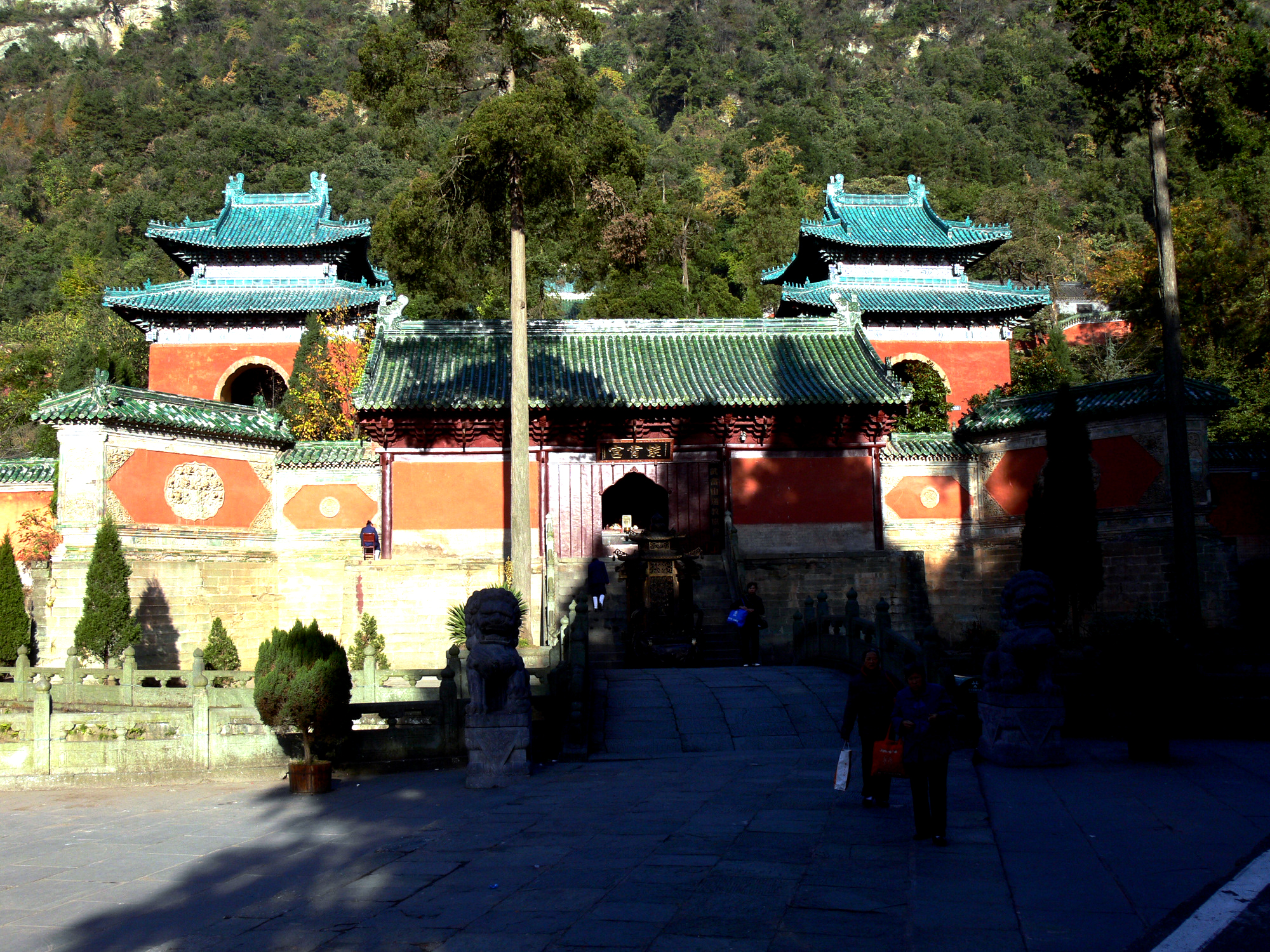
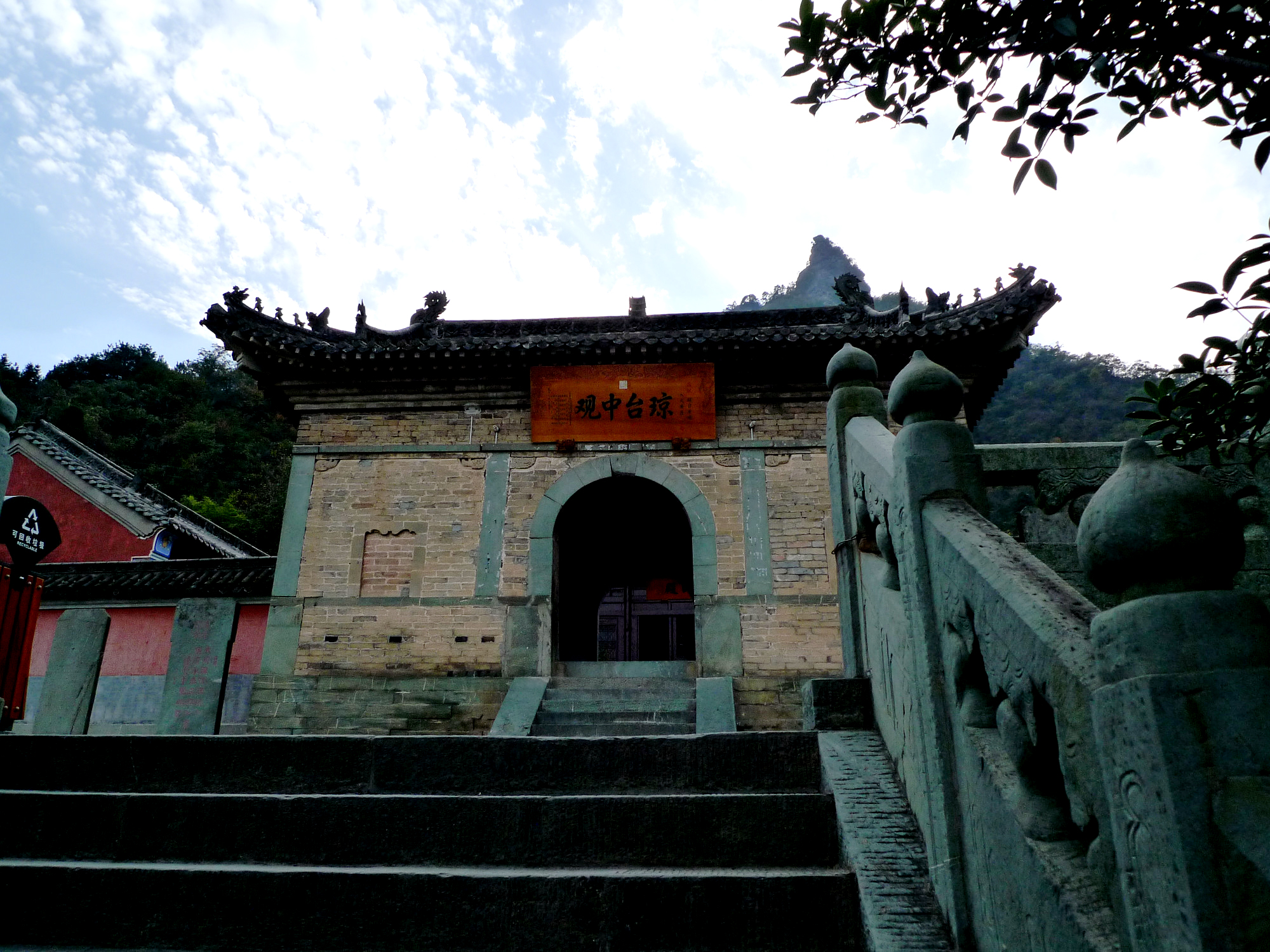
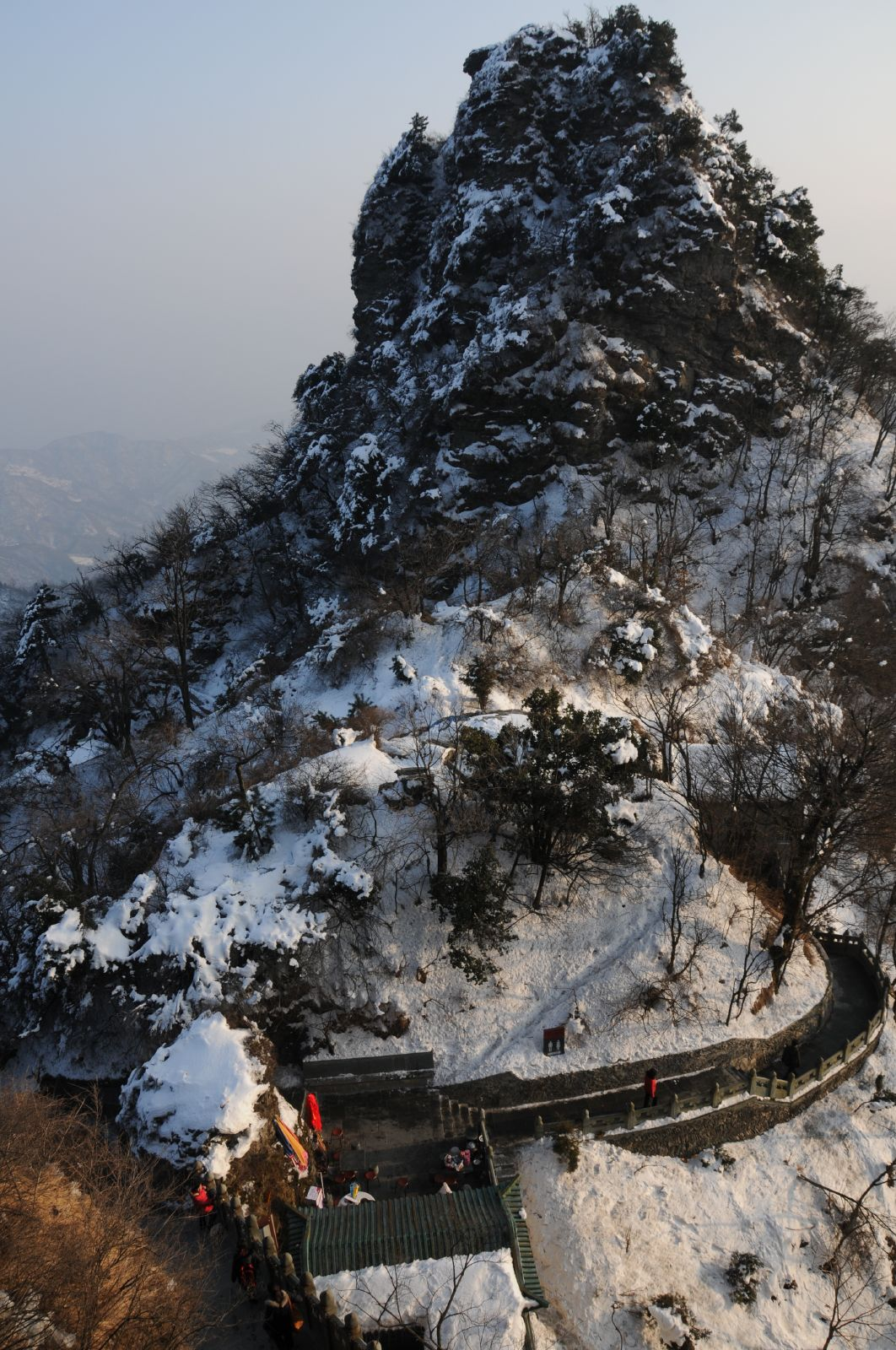